# Chiến tranh Sáu Ngày
Chiến tranh sáu ngày (tiếng Ả Rập: حرب الأيام الستة, ħarb al‑ayyam as‑sitta; tiếng Hebrew: מלחמת ששת הימים, Milhemet Sheshet Ha‑Yamim), cũng gọi là Chiến tranh Ả Rập-Israel, Chiến tranh Ả Rập-Israel thứ ba, an‑Naksah (The Setback), hay Chiến tranh tháng sáu, là cuộc chiến giữa Israel và liên minh các nước láng giềng Ả Rập bao gồm: Ai Cập, Jordan, và Syria. Các quốc gia Liên Xô, Iraq, Ả Rập Xê Út, Kuwait, Cộng hòa Dân chủ Đức và Algérie cũng đóng góp nhân sự và vũ khí cho các lực lượng Ả Rập.
Tháng 5 năm 1967, Ai Cập đã trục xuất Lực lượng Khẩn cấp của Liên Hợp Quốc (UNEF) khỏi Bán đảo Sinai, nơi đội quân này đã đồn trú kể từ năm 1957 (sau cuộc khủng hoảng Suez) và tạo thành một vùng đệm gìn giữ hòa bình ở đây. Ai Cập đã huy động 1.000 xe tăng và 100.000 lính đến biên giới, phong tỏa eo biển Tiran (cửa ngõ vào Vịnh Aqaba) đối với các tàu mang cờ Israel hoặc các tàu chở hàng chiến lược, và kêu gọi Các nước Ả Rập thống nhất lại để cùng hành động đối phó với Israel. Vào ngày 5 tháng 6 năm 1967, Israel đã tấn công phủ đầu đánh vào không lực Ai Cập do lo sợ nước này sẽ tiến hành một cuộc chiến xâm lược Israel.
Sau đó, Jordan, vốn đã ký hiệp định tương trợ quân sự với Ai Cập từ ngày 30 tháng 5, tấn công tây Jerusalem và Netanya.
Trong cuộc chiến, Israel đã giành ưu thế nhờ chủ động tấn công bất ngờ và có chiến thuật tốt. Trong khi đó, liên quân Ả rập (nhất là quân đội Ai Cập) thể hiện một tinh thần chiến đấu yếu kém, binh sỹ vô kỷ luật, các chỉ huy thì chủ quan khinh địch và mắc hàng loạt các sai lầm. Kết quả là quân Ả Rập thất bại nhanh chóng dù họ có ưu thế về quân số và trang bị. Khi kết thúc cuộc chiến, Israel giành được quyền kiểm soát Đông Jerusalem, dải Gaza, bán đảo Sinai, Bờ Tây, và cao nguyên Golan. Kết quả của cuộc chiến này ảnh hưởng đến địa thế chính trị của khu vực này cho đến ngày nay.

## Hoàn cảnh

### Chuẩn bị chiến tranh
Sau khi ký kết ngừng bắn khủng hoảng Kênh đào Suez năm 1956, Ai Cập và Syria tiếp tục tăng cường sức mạnh chiến đấu bằng việc mua vũ khí từ Liên Xô và Tiệp Khắc. Vào năm 1956, Ai Cập đã nhận được 120 xe tăng T-34-85 từ Tiệp Khắc. Việc cung cấp T-34 được tiếp tục trong những năm 1962-1963. Trong giai đoạn này, Ai Cập đã nhận được 130 xe tăng T-54A. Trong những năm 1965-1967, đã có 150 xe T-34-85 và T-55, 25 xe tăng IS-3 và 150 xe PT-76 được mua.
Syria đến năm 1967 thì đã nhận từ Liên Xô khoảng 750 xe tăng T-34-85 và T-54A. Các xe tăng T-54 được trang bị hoàn toàn cho các lữ đoàn tăng số 14 và 44.
Phía quân đội Israel cũng ráo riết vũ trang và tích cực chuẩn bị chiến tranh. Lực lượng chính của các lữ đoàn thiết giáp Israel là khoảng hơn 1.200 xe tăng, bao gồm 385 xe tăng Centurion (toàn bộ đã được nâng cấp để gắn pháo 105mm kiểu mới) và 250 xe tăng M48 Patton (toàn bộ đã được nâng cấp lên phiên bản M48A3, thay động cơ tốt hơn và gắn pháo 105mm kiểu mới). Ngoài ra còn có 180 chiếc M4 Sherman cải tiến (mang pháo 105mm) và 400 chiếc xe tăng hạng nhẹ AMX-13 (mua của Pháp). Israel đã chuẩn bị các phương án tấn công mạnh, mang tính chất phủ đầu vào phía Ả rập nhằm giải quyết các vấn đề tranh chấp.

### Khủng hoảng
Kể từ sau cuộc chiến tranh năm 1956, Ai Cập đồng ý để Liên Hợp Quốc triển khai lực lượng gìn giữ hòa bình tại Sinai, để đảm bảo phi quân sự khu vực này, và ngăn chặn du kích (fedayeen) người Palestine xâm nhập phá hoại Israel.
Ai Cập cũng đồng ý mở eo biển Tiran cho thuyền bè Israel, vốn là một vấn đề góp phần gây ra cuộc Khủng hoảng kênh đào Suez. Kết quả là biên giới Ai Cập và Israel được bình ổn trong một thời gian.
Vào lúc 10:00 giờ tối ngày 16 tháng 5, Chỉ huy lực lượng Liên hiệp quốc, Thiếu tướng Indar Jit Rikhye, nhận được thư từ tướng Mohammed Fawzy, Tổng tham mưu trưởng Cộng hòa Ả Rập Thống nhất, đòi quân LHQ rút khỏi các vị trí trên biên giới. Rikhye đáp lại là ông sẽ liên lạc với Tổng thư ký LHQ để xin chỉ thị.
Ngày 19 tháng 5, chỉ huy quân LHQ nhận được lệnh rút lui. Tổng thống Ai Cập Gamal Abdel Nasser tiếp đó cho tiến hành tái quân sự hóa vùng Sinai, tập trung binh lính và xe tăng dọc theo biên giới Israel.

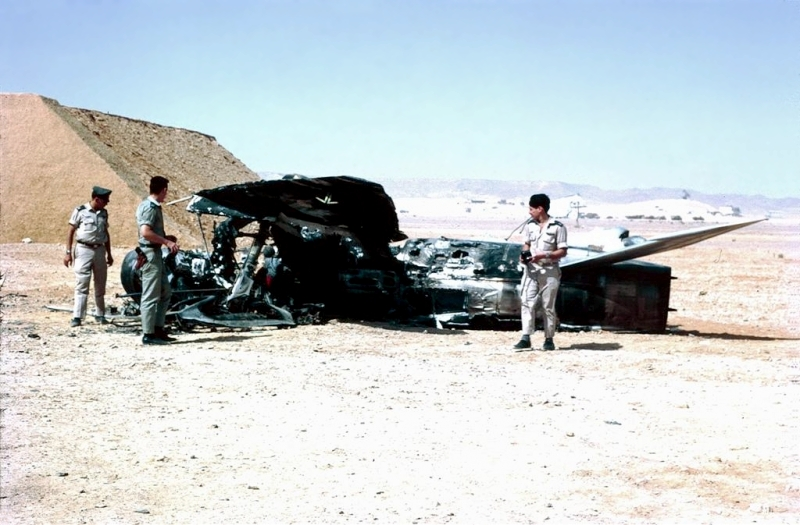
Quân đội Israel phá hủy máy bay Ả Rập

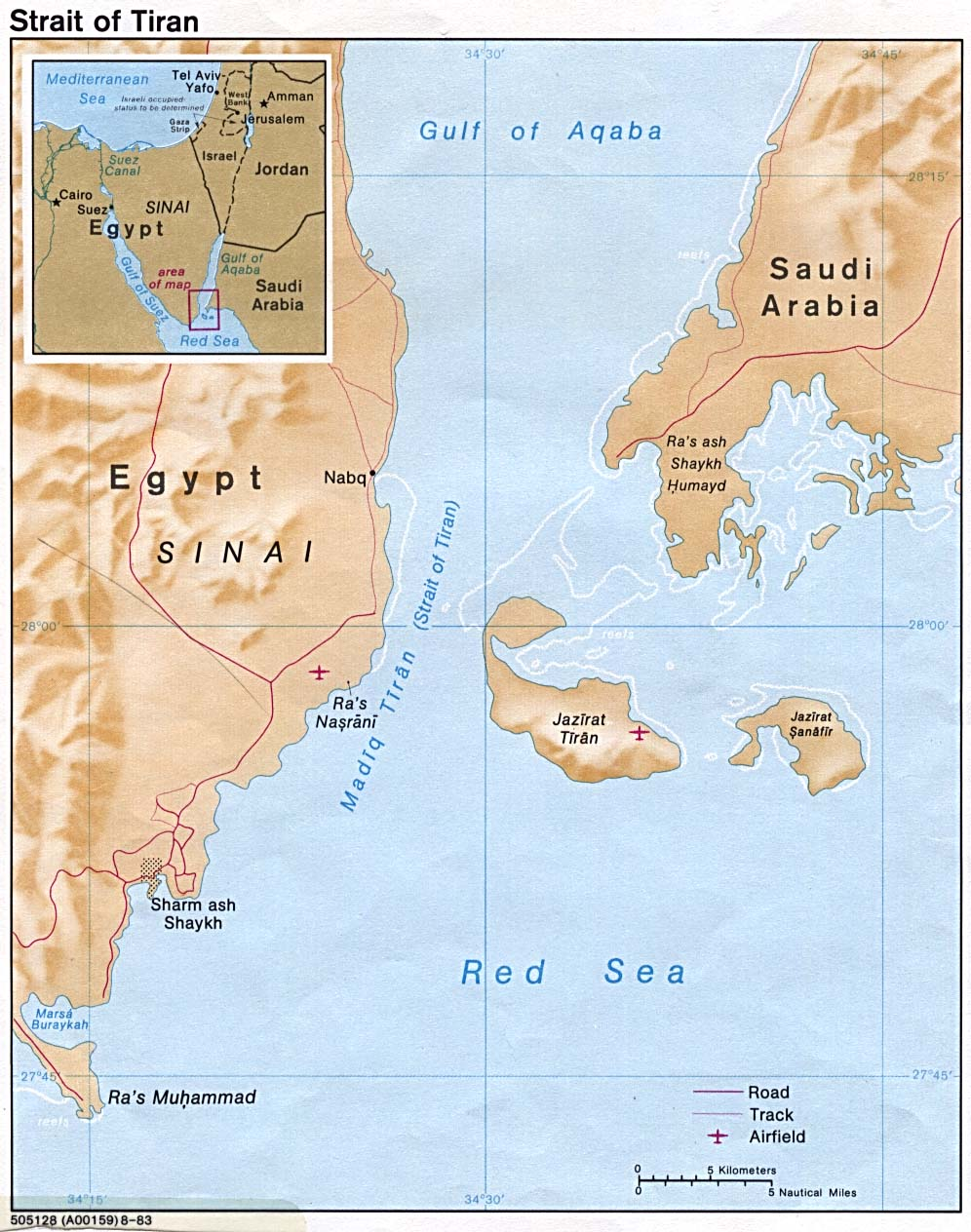
Eo biển Tiran

Mùa xuân năm 1967, phía Liên Xô cung cấp cho chính phủ Syria những tin giả là Israel đang chuẩn bị tấn công Syria; Syria thông báo cho Ai Cập. Ngày 22 tháng 5, để đáp lại, Ai Cập tuyên bố, ngoài việc yêu cầu quân LHQ rút lui, họ cũng sẽ đóng của Eo biển Tiran với tàu thuyền "mang cờ Israel hoặc chuyên chở vật liệu chiến lược", bắt đầu từ ngày 23 tháng 5.
Phát biểu trước Liên đoàn thương mại Ả Rập ngày 26 tháng 5, Nasser tuyên bố: "Nếu Israel dấn vào các hoạt động thù địch chống lại Syria hay Ai Cập, thì trận chiến chống lại Israel sẽ là trận chiến toàn diện, không chỉ giới hạn ở biên giới Syria hay Ai Cập và mục tiêu cơ bản của chúng ta là hủy diệt Israel."
Israel tỏ ra lo lắng trước việc Ai Cập đóng cửa eo biển, yêu cầu Hoa Kỳ và Anh can thiệp để mở lại Eo biển Tiran, như họ đã bảo đảm năm 1957. Thủ tướng Anh Harold Wilson đề xuất đưa một lực lượng hải quân quốc tế đến để giải quyết cuộc khủng hoảng, nhưng dù đề nghị của ông được Mỹ chấp thuận, nhận được rất ít ủng hộ từ cộng đồng quốc tế, chỉ có Anh và Hà Lan đề nghị đóng góp hải quân cho lực lượng này.
Với những hành động gây hấn của Nasser, bao gồm việc phong tỏa Eo biển và động viên quân đội về bán đảo Sinai, gây nên sức ép quân sự và kinh tế lên Israel, cùng với việc Hoa Kỳ trù trừ, vì vướng vào cuộc Chiến tranh Việt Nam, ban lãnh đạo quân sự và chính trị của Israel thấy rằng việc đánh phủ đầu không những có lợi về mặt quân sự, mà còn có khả năng xoay chuyển tình thế.

### Nỗ lực ngoại giao
Nội các Israel nhóm họp ngày 23 tháng 5 và quyết định mở cuộc tấn công nếu Eo biển Tiran không được mở trở lại ngày 25 tháng 5. Sau khi Thứ trưởng ngoại giao Mỹ Eugene Rostow liên lạc tìm kiếm thêm thời gian để đàm phán cho một giải pháp hòa bình, phía Israel đồng ý trì hoãn thêm từ 10 ngày cho tới 2 tuần nữa. Tổng thư ký Liên Hợp Quốc, U Thant, đến Cairo để hội đàm và nối lại các hoạt động ngoại giao giải quyết cuộc khủng hoảng. Ai Cập chấp thuận, nhưng Israel bác bỏ các đề xuất mà ông đưa ra. Việc Nasser nhượng bộ không có nghĩa là ông tìm cách tránh chiến tranh, mà chỉ nhằm giành thêm ưu thế chiến lược và chính trị, vì đồng ý giải quyết bằng con đường ngoại giao sẽ thu được sự ủng hộ từ cộng đồng quốc tế. Hơn thế nữa, việc trì hoãn khiến Ai Cập có thêm thời gian hoàn tất việc chuẩn bị về mặt quân sự và phối hợp với lực lượng của các quốc gia Ả Rập khác. Ngoài ra, việc Israel bác bỏ không nhất thiết là họ tỏ ra hiếu chiến, mà chỉ là thể hiện sự cấp thiết tình hình. Israel không có khả năng duy trì lệnh tổng động viên trong một thời gian dài.
Ban lãnh đạo Israel quyết định là nếu như Hoa Kỳ không làm gì, và Liên Hợp Quốc án binh bất động, thì Israel phải hành động. Ngày 1/6/1967, "độc nhãn tướng quân" Moshe Dayan (ông này bị chột mắt phải) được cử làm bộ trưởng quốc phòng, đồng thời Israel thành lập nội các thống nhất với sự tham gia của các đảng phái đối lập. Trong 2 tuần trước chiến tranh, Israel ra lệnh tổng động viên, mọi công dân nam từ 18 đến 55 tuổi được lệnh sẵn sàng nhập ngũ, đa số các phương tiện cơ giới được trưng dụng. Ngày 4/6/1967, nội các Israel quyết định sẽ tập kích bất ngờ bằng không quân vào sáng ngày 5/6/1967.
Tháng 5 năm 1967, chủ tịch quốc hội Ai Cập Anwar Sadat có chuyến thăm chính thức đến Liên Xô và hội kiến với chủ tịch Hội đồng bộ trưởng Alexei Kosygin. Thứ trưởng bộ ngoại giao Liên Xô đã thông báo một tin quan trọng: Tình báo Xô Viết vừa cho biết Israel đang tập trung ít nhất 11 lữ đoàn sát biên giới với Syria. Phía Liên Xô muốn Sadat báo tin này cho tổng thống Ai Cập Nasser ngay lập tức. Liên Xô còn chia sẻ tin tình báo này với các nước khác trong khu vực, thậm chí là với cả chính Israel. Nhưng phía Ai Cập và Syria đã tỏ ra chủ quan, coi thường các tin tình báo này và đã không đặt quân đội trong tình trạng sẵn sàng chiến đấu cao. Đây là một trong những nguyên nhân chính khiến liên quân Ả Rập hoàn toàn bị bất ngờ và thất bại nhanh chóng khi Israel tấn công phủ đầu.

## Lực lượng hai bên

### Liên quân Ả Rập
Trước khi chiến sự nổ ra, Ai Cập tập trung khoảng 100 ngàn trong tổng số 160 ngàn quân về bán đảo Sinai, bao gồm toàn bộ bảy sư đoàn (4 sư đoàn bộ binh, 2 sư đoàn xe bọc thép và 1 sư đoàn cơ giới), cũng như bốn lữ đoàn bộ binh độc lập và bốn lữ đoàn thiết giáp độc lập. Không dưới một phần ba trong số đó là các binh lính kỳ cựu từ cuộc can thiệp của Ai Cập vào nội chiến Yemen cùng với khoảng một phần ba khác là quân dự bị. Lực lượng này có 950 xe tăng, 1.100 xe bọc thép và hơn 1.000 khẩu pháo. Cùng thời gian một số binh lính Ai Cập (15.000 - 20.000) vẫn còn tham chiến tại Yemen.
Tuy trang bị khá tốt nhưng chất lượng huấn luyện, chỉ huy, tinh thần chiến đấu của quân Ai Cập lại kém. Những ranh giới cứng nhắc giữa sĩ quan và binh sĩ trong Quân đội Ai Cập đã dẫn đến sự "ngờ vực và khinh thường" lẫn nhau giữa các sĩ quan và binh lính phục vụ dưới quyền họ Trong Lực lượng vũ trang Ai Cập, sự trung thành chính trị được coi trọng hơn là năng lực quân sự Chỉ huy Ai Cập, Thống chế Abdel Hakim Amer, được bổ nhiệm hoàn toàn dựa trên tình bạn thân thiết với Tổng thống Nasser, dù thành tích quân sự của ông ta rất kém. Là một người nghiện rượu nặng, Amer đã cho thấy mình hoàn toàn không đủ năng lực để làm một vị tướng trong cuộc Khủng hoảng Suez năm 1956.
Sự mâu thuẫn và bối rối của Ai Cập còn được thể hiện qua các mệnh lệnh mà Tổng thống Nasser đưa ra cho quân đội. Bộ chỉ huy thay đổi kế hoạch tác chiến bốn lần trong tháng 5 năm 1967, mỗi lần thay đổi như vậy lại phải tái triển khai binh lính, dẫn đến hao mòn xe cộ và làm binh lính mệt mỏi. Tới cuối tháng năm, Nasser nghiêm cấm bộ chỉ huy tiến hành kế hoạch Qahir ("Chiến thắng"), theo đó thiết lập một hàng rào bộ binh trang bị nhẹ tại các vị trí phòng ngự tiền tiêu, với đại bộ phận lực lượng còn lại được giữ lại ở phía sau để tiến hành một cuộc phản công lớn nhằm vào lực lượng tấn công chính của Israel, và hạ lệnh thiết lập hàng rào phòng ngự từ xa tại Sinai. Trong thời gian đó, ông tiếp tục tiến hành các hoạt động nhằm gia tăng mức động viên quân đội từ Ai Cập, Syria và Jordan, nhằm gia tăng sức ép lên Israel.
Syria có quân đội gồm 75.000 người. Jordan có quân đội gồm 55.000 người, bao gồm 300 xe tăng, 250 trong số đó là các xe M48 Patton sản xuất tại Mỹ, một số lớn xe bọc thép M113, một tiểu đoàn bộ binh cơ giới và một tiểu đoàn lính dù huấn luyện trong một căn cứ Hoa Kỳ xây dựng. Họ cũng có 12 tiểu đoàn pháo binh và 6 khẩu đội cối 81mm và 120mm.
Tài liệu mà phía Israel thu được từ phía Jordan cho thấy mệnh lệnh từ cuối tháng 5 cho Lữ đoàn Hashemite đánh chiếm Ramot Burj Bir Mai'in bằng cách đột kích bất ngờ trong đêm, mệnh danh "Chiến dịch Khaled". Mục tiêu của chiến dịch này là thiết lập một đầu cầu, cùng với các vị trí tại Latrun tạo điều kiện cho xe bọc thép đánh chiếm Lod và Ramle. Khẩu lệnh "tiến công" là Sa'ek, đáp lại là Nasser. Quân Jordan cũng lên kế hoạch đánh chiếm Motza và Sha'alvim trên hành lang Jerusalem chiến lược. Lữ đoàn bộ binh 27 đóng tại Ma'ale Adummim được giao nhiệm vụ đánh Motza: "Lữ đoàn dự bị sẽ mở màn chiến dịch đột kích ban đêm, phá hủy nó đến tận gốc rễ, không để bất cứ người nào trong số 800 cư dân sống sót".
100 xe tăng và một sư đoàn bộ binh Iraq cũng được đặt ở tình trạng báo động gần biên giới Jordan. Hai phân đội máy bay chiến đấu Hawker Hunter và MiG 21, cũng được chuyển về gần các căn cứ sát biên giới Jordan.

### Israel
Quân Israel lúc tổng động viên, tức bao gồm cả quân dự bị, gồm 264.000 người, dù số quân đó không thể duy trì lâu dài được, vì quân dự bị đóng vai trò sống còn trong vận hành cuộc sống hàng ngày của đất nước. Tuy ít hơn về quân số, nhưng chất lượng huấn luyện và tinh thần chiến đấu của quân Israel cao hơn hẳn so với lính Ả Rập. James Reston, trong New York Times ngày 23 tháng 5 năm 1967, nhận xét: "Về mặt kỷ luật, huấn luyện, tinh thần, trang bị và năng lực nói chung, quân đội của Nasser và các lực lượng A Rập khác, không kể đến trợ giúp trực tiếp từ Liên Xô, không phải là đối thủ của người Israel... Ngay cả với 50 ngàn quân và các tướng lãnh giỏi nhất, cùng với không quân, tại Yemen, ông ta cũng không thể đạt được mục tiêu của mình trong cái quốc gia nhỏ bé và lạc hậu ấy, thậm chí nỗ lực của ông nhằm giúp đỡ lực lượng nổi dậy tại Congo cũng thất bại." Bộ trưởng quốc phòng Israel Moshe Dayan cũng là một vị tướng rất dày dạn trận mạc ngay từ thời Đệ nhị thế chiến. Năm 1966, Moshe Dayan thậm chí còn trực tiếp đến vùng chiến sự ở Việt Nam để khảo sát kinh nghiệm tác chiến của quân đội Mỹ nhằm rút ra bài học cho quân Israel, có thể nói ông giàu kinh nghiệm hơn hẳn những tướng lĩnh bên phía Ả Rập.
Tối ngày 1 tháng 6, Bộ trưởng quốc phòng Israel Moshe Dayan liên lạc với Tham mưu trưởng Yitzhak Rabin và Tổng chỉ huy, thiếu tướng Yeshayahu Gavish để đệ trình kế hoạch đánh Ai Cập. Rabin lên kế hoạch theo đó Đạo quân phía nam sẽ đánh thọc qua Dải Gaza, chiếm vùng này làm con tin, cho tới khi Ai Cập đồng ý mở lại Eo biển Tiran, nhưng Gavish có một kế hoạch tổng thể hơn nhằm tiêu diệt hoàn toàn các lực lượng Ai Cập tại Sinai. Rabin thích kế hoạch của tướng Gavish hơn, rồi tướng Dayan cũng chuẩn y kế hoạch này, với cảnh báo là phải tránh việc cùng lúc đối đầu với quân Syria.
Ngày 2 tháng 6, Jordan động viên sĩ quan dự bị, Chỉ huy vùng Bờ Tây gặp các chỉ huy khu vực để yêu cầu giúp đỡ và phối hợp với binh lính của mình khi chiến tranh nổ ra, cam kết với họ là "trong vòng 3 ngày chúng ta sẽ đến Tel-Aviv".

## Các mặt trận

### Israel không kích phủ đầu
Hoạt động quân sự đầu tiên, và cũng là hoạt động quyết định của Israel là đòn đánh phủ đầu vào không quân Ai Cập. Lúc 7:45 sáng ngày 5 tháng 6, khi còi báo động vang lên trên toàn Israel cũng là lúc không quân Israel (IAF) mở chiến dịch Moked. Ngoại trừ 12 máy bay ở lại để bảo vệ không phận, còn lại tất cả 183 chiếc máy bay phản lực cất cánh rời Israel ào ạt tấn công các sân bay của Ai Cập. Trọng tâm của kế hoạch là thực hiện những cuộc tập kích bất ngờ vào các sân bay quân sự của quân Ả Rập bằng các đội hình nhỏ, ném bom đường băng và sau đó phá hủy các máy bay đang đậu trên mặt đất. Chiến tranh 6 ngày chính thức bắt đầu.
Ai Cập có không quân lớn và hiện đại nhất trong số các quốc gia A Rập, với khoảng 450 máy bay chiến đấu của Liên Xô, với nhiều máy bay MiG-21 hiện đại bậc nhất lúc đó. Ban đầu, cả Ai Cập và Israel đều tuyên bố bị bên kia tấn công trước.
Phía Israel đặc biệt quan tâm đến 30 máy bay ném bom tầm trung Tu-16 "Badger", có khả năng đánh phá nghiêm trọng các trung tâm dân sự và quân sự của Israel.
Máy bay của Israel bay vòng ra Địa Trung Hải trước khi vòng lại hướng về Ai Cập. Các phi đội Israel bay sát mặt biển, và hoàn toàn không dùng radio nhằm tránh bị radar đối phương phát hiện, sau đó ngoặt lại về phía nam để xâm nhập không phận Ai Cập. Hành trình từ Israel đến các mục tiêu kéo dài khoảng 45 phút. Một đài radar của Jordan đã phát hiện được các phi đội Israel và gửi tin cảnh báo cho Ai Cập. Tuy nhiên bức điện này được mã hóa và Ai Cập không thể giải mã do vừa đổi mật mã ngày hôm trước.
Các cơ sở phòng không của Ai Cập được chuẩn bị phòng thủ rất kém, không có sân bay nào được trang bị bong-ke bọc thép để bảo vệ máy bay. Không quân Ai Cập cũng rất chủ quan, máy bay của họ đậu sát nhau dọc theo đường băng, không hề có biện pháp nào để ngụy trang, phân tán lực lượng. Điều này càng khiến cho máy bay Israel dễ dàng trong việc không kích.
Phía Ai Cập cũng tự làm hại mình bằng cách tắt toàn bộ hệ thống phòng không của họ, vì họ sợ lực lượng nổi dậy Ai Cập có thể bắn hạ máy bay chở Nguyên soái chiến trường Amer và Trung tướng Sidqi Mahmoud, đang trên đường từ al Maza tới Bir Tamada ở Sinai để gặp các chỉ huy tại đó. Dù thế nào đi chăng nữa thì việc đó cũng không làm tình hình thay đổi mấy, vì các phi công Israel bay rất thấp để tránh radar và bay dưới tầm mà tên lửa phòng không SA-2 có thể bắn được họ.
Càng xui xẻo cho Ai Cập khi sáng hôm đó cả phó Tổng thống, nguyên soái Abdel Hakim Amer, bộ trưởng Bộ quốc phòng Shams Badran và nhiều sĩ quan cao cấp khác lại có chuyến thị sát đến Sinai. Bộ trưởng Badran nhớ lại sự bất ngờ của các lãnh đạo Ai Cập lúc đó: "Chúng tôi nhận được tin về các vụ không kích của Israel 10 phút sau khi cất cánh. Chúng tôi ngay lập tức bay trở lại Cairo. Nhưng đoàn xe vừa rời đi nên chúng tôi phải bắt taxi để quay về sở chỉ huy".
Các phi công Israel phối hợp nhiều chiến thuật cùng lúc: ném bom và dùng hỏa lực oanh tạc các máy bay đang đậu trên đường băng, ném bom xuyên phá đường băng để máy bay Ai Cập không cất cánh được nữa, làm mồi ngon cho đợt không kích tiếp theo của máy bay Israel. Cuộc không kích thành công vượt mức, khiến quân Ai Cập hoàn toàn bị bất ngờ, phá hủy gần như toàn bộ không quân Ai Cập ngay trên mặt đất mà chỉ bị rất ít tổn thất. Hơn 300 máy bay Ai Cập bị phá hủy, hơn 100 phi công Ai Cập chết. Trong số máy bay bị phá hủy là tất cả các 30 máy bay Tu-16, 27 trong tổng số 40 máy bay ném bom Il-28, 12 chiến đấu cơ-máy bay ném bom Su-7, hơn 90 MiG-21, 20 MiG-19, 25 MiG-17 chiến đấu cơ, cùng 32 máy bay vận tải các loại và phi cơ. Phía Israel mất 19 máy bay, phần lớn do trục trặc kỹ thuật, hay tai nạn... Cuộc không kích mang lại cho Israel ưu thế áp đảo trên không cho đến hết cuộc chiến.
Tiếp theo thành công của đợt không tập đầu tiên đánh vào quân Ai Cập, không quân Israel chiều hôm đó chuyển sang đánh các sân bay thứ yếu ở Ai Cập cũng như bắt đầu tấn công không lực Jordan, Syria, và Iraq, tiêu diệt hầu hết không quân các nước này. Tới tối, không quân Jordan gần như bị xóa sổ, mất hơn 20 máy bay chiến đấu Hunter, 6 máy bay vận tải và 2 máy bay trực thăng. Không quân Syria mất 32 MiG-21, 23 MiG-15 và MiG 17, 2 máy bay ném bom Ilyushin Il-28. Một số máy bay của Iraq cũng bị phá hủy tại sân bay H3 ở tây Iraq, gồm 12 trên tổng số 20 MiG-21, 2 MiG-17, 5 Hunter F6, và 3 Il-28. Một máy bay ném bom Tu-16 của Iraq bị bắn hạ trong ngày bởi hỏa lực phòng không Israel khi nó định ném bom Tel Aviv. Sáng ngày 6 tháng 6 năm 1967, một máy bay Hunter của Liban, trong tổng số 12 chiếc mà họ có, bị bắn rơi tại biên giới hai nước.
Tới tối, Israel cho biết họ đã phá hủy 416 máy bay của phe A Rập, trong khi mất 26 máy bay trong hai ngày đầu chiến sự. Israel mất 6 trong số 72 chiến đấu cơ Mirage IIIC/J, 4 trong số 24 chiến đấu cơ Super Mystère, 8 trong số 60 Mystère IVA, 4 trong số 40 Ouragan, 5 trong số 25 máy bay ném bom tầm trung Vautour II. Số máy bay A Rập mà Israel tuyên bố phá hủy lúc đầu bị báo chí phương Tây tưởng là đã bị "phóng đại". Tuy nhiên, thực tế là không lực Ai Cập, Jordan, và các quốc gia A Rập khác hầu như vắng bóng trong những ngày tiếp theo của cuộc chiến chứng tỏ là con số tổn thất này có lẽ là xác thực. Trong suốt cuộc chiến, phi cơ của Israel tiếp tục bắn phá đường băng để ngăn phe địch đưa chúng vào hoạt động trở lại. Cùng lúc, đài phát thanh của chính phủ Ai Cập thì tuyên bố Ai Cập chiến thắng, tung tin giả là 70 máy bay Israel bị hạ chỉ trong ngày đầu giao chiến.

### Dải Gaza và Bán đảo Sinai

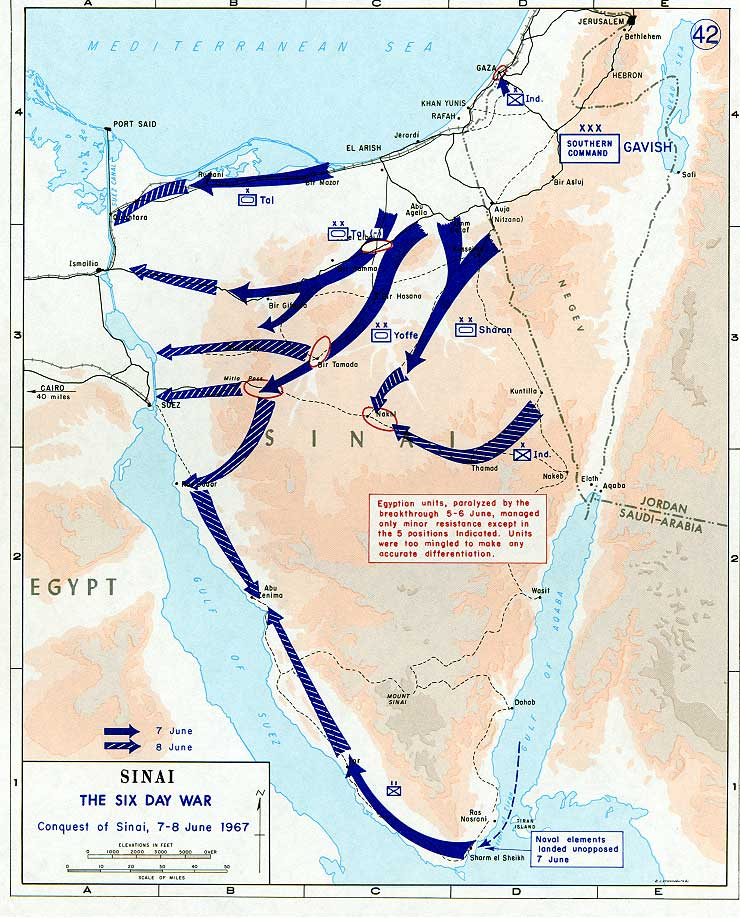
Đánh chiếm Sinai, 7 tháng 6-8 tháng 6, 1967
"Quân Ai Cập bị phong tỏa do cuộc đột kích trong ngày 5-6 tháng 6, chỉ có thể chống cự yếu ớt trừ ở những điểm được đánh dấu. Các đội quân quá hỗn loạn để phân biệt chính xác."

Quân Ai Cập có bảy sư đoàn, gồm 4 sư đoàn xe bọc thép, hai sư đoàn bộ binh, một sư đoàn bộ binh cơ giới, tổng cộng khoảng 100 ngàn quân, 900-950 xe tăng, hỗ trợ bởi 1.100 xe bọc thép chở quân (APC) và 1.000 khẩu pháo. Quân Ai Cập bố trí theo học thuyết quân sự của Liên Xô, với lực lượng xe tăng và xe thiết giáp cơ động bố trí tại những vị trí chiến lược có chiều sâu, phòng thủ cơ động, trong khi bộ binh giao chiến tại những vị trí cố thủ của mình. Tuy vậy, quân đội Ai Cập tỏ ra thiếu tinh thần chiến đấu và có kỷ luật không tốt, trong khi các tướng lĩnh dễ dao động.
Quân Israel tập trung dọc biên giới với Ai Cập có 6 lữ đoàn xe bọc thép, một lữ đoàn bộ binh, một lữ đoàn bộ binh cơ giới, 3 lữ đoàn dù, 700 xe tăng, tổng cộng là 70 ngàn quân, chia thành 3 sư đoàn xe tăng - thiết giáp (1 sư đoàn tăng - thiết giáp còn lại phụ trách chiến trường với Jordan và Syria). Về cơ cấu tổ chức, một lữ đoàn thiết giáp của Israel bao gồm 2 tiểu đoàn xe tăng, mỗi tiểu đoàn được trang bị 50 xe tăng, và ít nhất 1 tiểu đoàn bộ binh cơ giới. Những lữ đoàn này được kết hợp với các lữ đoàn cơ giới hoặc bộ binh để tạo thành các đơn vị cấp sư đoàn.
Kế hoạch của Israel là gây bất ngờ cho quân Ai Cập cả về thời gian (tấn công cùng lúc không quân đánh vào các sân bay Ai Cập), lẫn địa điểm (tấn công theo hướng bắc và trung Sinai, chứ không như người Ai Cập tưởng họ sẽ lặp lại chiến thuật năm 1956, sử dụng đường tấn công phía nam và trung), cũng như phương thức (hợp đồng binh chủng đánh tạt sườn, thay vì đánh trực diện bằng xe tăng).
Tướng Sharon quyết định giành thế chủ động, lên kế hoạch kỹ càng, phối hợp tác chiến và tiến hành tấn công. Ông đưa hai lữ đoàn về phía bắc Um-Katef, một để chọc thủng hệ thống phòng thủ tại Abu-Ageila về phía nam, và một để chặn đường về El-Arish và để bao vây Abu-Ageila từ phía đông. Cùng lúc, quân dù được trực thăng chuyển quân về phía sau tuyến phòng thủ, tiêu diệt pháo binh nhằm ngăn chặn chúng bắn phá xe tăng và bộ binh Israel. Quân Israel hợp đồng binh chủng gồm xe tăng, pháo binh, bộ binh, lính dù và công binh tiến công quân Ai Cập từ mọi hướng, cắt rời quân Ai Cập. Trận chiến có tính chất bước ngoặt này diễn ra liên tục trong ba ngày rưỡi cho tới khi Abu-Ageila thất thủ.
Đến lúc này, tình hình vẫn chưa quá xấu đối với Ai Cập. Tại Sinai, nhiều đơn vị quân Ai Cập vẫn còn nguyên vẹn, và họ có thể giao chiến hoặc lập các tuyến phòng thủ để chặn quân Israel tiến về Kênh đào Suez. Tuy nhiên khi Bộ trưởng quốc phòng Ai Cập, nguyên soái Abdel Hakim Amer, nghe tin Abu-Ageila thất thủ, ông ta trở nên hoảng sợ. Thay vì đợi bộ tham mưu chuẩn bị kế hoạch tác chiến hoặc rút lui có trật tự, Amer tự mình liên lạc với các chỉ huy và hạ lệnh cho tất cả các đơn vị tại Sinai rút lui ngay.
Lệnh rút lui được đưa ra vội vã mà không đi kèm các phương án bọc hậu và lý do trấn an, nó đã gây ra tai họa lớn: binh lính Ai Cập thấy toàn bộ mặt trận nhận lệnh tháo lui cùng lúc, nên họ nghĩ rằng đối phương chắc hẳn đang thắng áp đảo (dù thực ra, ưu thế quân số đang thuộc về Ai Cập và quân Israel vẫn chưa tiến được xa). Không có kế hoạch tổng thể, các đơn vị Ai Cập rút lui trong hỗn loạn, họ không có các đơn vị chặn hậu yểm trợ và cũng không thể hỗ trợ lẫn nhau. Trong điều kiện liên tục bị Israel công kích từ trên không, lính Ai Cập đã nhanh chóng trở nên hoảng loạn, mất hết tinh thần chiến đấu. Họ vứt bỏ hàng loạt các vũ khí hạng nặng còn nguyên vẹn để rút chạy một cách vô tổ chức.
Vì quân Ai Cập rút chạy vô tổ chức, nên Bộ chỉ huy Israel quyết định không truy kích, thay vì đó đuổi vượt lên chiếm các con đèo ở Tây Sinai để rồi chặn đánh khi quân Ai Cập chạy qua. Vì vậy, trong hai ngày 6 và 7, cả ba sư đoàn của Israel cấp tốc tiến về phía tây. Sư đoàn của Sharon thoạt đầu hướng về phía nam, rồi rẽ sang hướng tây về phía đèo Mitla. Tiếp đó là các thành phần sư đoàn của tướng Yoffe, trong khi các đơn vị khác của sư đoàn này chặn đèo Gidi. Các đơn vị thuộc sư đoàn tướng Tal dừng lại tại nhiều vị trí khác nhau dọc theo Kênh Suez.
Quân Israel chỉ phần nào thành công khi tìm cách chặn đánh quân Ai Cập, vì họ chỉ chiếm được đèo Gidi trước khi quân Ai Cập chạy qua, còn tại các con đèo khác, quân Ai Cập đều chạy đến trước và băng qua kênh Suez an toàn. Dù vậy, trong bốn ngày giao chiến, Israel cũng đã đánh bại đạo quân lớn nhất, trang bị mạnh nhất của người A Rập.

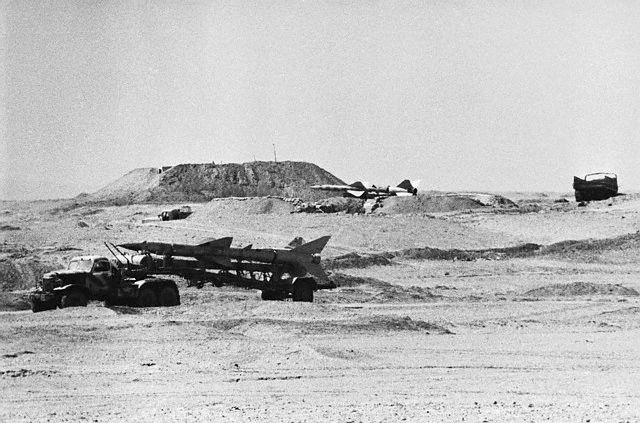
Các dàn tên lửa SAM-2 của Ai Cập vứt lại trên sa mạc Sinai bị quân đội Israel thu giữ

Quân Ai Cập rút chạy quá vội vã và vô tổ chức, nên họ vứt bỏ lại sau lưng vô số xe cộ và vũ khí trên bán đảo Sinai. Hàng trăm đại bác, hàng chục hệ thống tên lửa bị vứt bỏ lại nguyên vẹn mà chưa hề bắn một phát đạn nào. Hàng trăm xe tăng còn đầy đủ đạn dược và xăng dầu, hàng trăm đại bác vẫn sẵn sàng nhả đạn, nhưng binh sỹ đã bỏ chạy nên chẳng còn ai để vận hành. Ai Cập có từ 10.000 đến 15.000 binh sĩ thương vong, 5.000 bị bắt làm tù binh. Trong số 935 xe tăng và pháo tự hành Ai Cập đóng ở Sinai, họ đã mất 820 xe (291 T-54, 82 T-55, 251 T-34-85, 72 IS-3M, 29 PT-76, 51 chiếc SU-100 và 50 M4 Sherman), chưa kể một số lượng lớn các xe bọc thép khác. Trong số các xe tăng bị mất, một số lượng lớn vẫn còn nguyên vẹn (do lính Ai Cập bỏ xe để chạy trốn) và đã rơi vào tay Quân đội Israel. Chiến lợi phẩm nhiều đến mức mà mặc dù không có các phụ tùng Xô Viết để thay thế, người Do Thái đã đưa chúng vào trang bị cho các đơn vị quân đội (trong đó có 81 T-54 và 49 T-55), chỉ thay động cơ và vũ khí của Phương Tây. Còn về phía mình, Israel mất trên bán đảo Sinai 122 xe tăng – ít hơn nhiều so với số xe tăng chiến lợi phẩm thu được.
Cùng với số lượng lớn xe tăng thiết giáp, quân Israel cũng thu được hơn 20 hệ thống tên lửa phòng không hiện đại SAM-2 bị quân Ai Cập bỏ lại. Khoảng 430 đại bác, 50 pháo tự hành, 10.000 xe tải các loại cũng bị phá hủy hoặc rơi vào tay Israel.
Ngày 8 tháng 6, Israel hoàn thành việc chiếm đóng Sinai bằng cách đưa hai đơn vị bộ binh tới Ras-Sudar trên bờ bắc của bán đảo này. Thị trấn Sharm El-Sheikh tại mũi phía nam cũng rơi vào tay các toán quân của Hải quân Israel vào ngày hôm trước.
Những nhân tố góp vào chiến thắng chớp nhoáng của Israel bao gồm: một là việc không quân Israel làm chủ bầu trời; hai là quyết tâm áp dụng kế hoạch tấn công đầy sáng tạo; thứ ba là hàng loạt sai lầm mang tính chiến lược từ phía chỉ huy Ai Cập và thứ tư là tinh thần chiến đấu kém của binh sĩ Ai Cập. Đánh bại quân Ai Cập nhanh chóng cũng là nhân tố quyết định chiến thắng của Israel trên các mặt trận khác.

### Khu bờ Tây

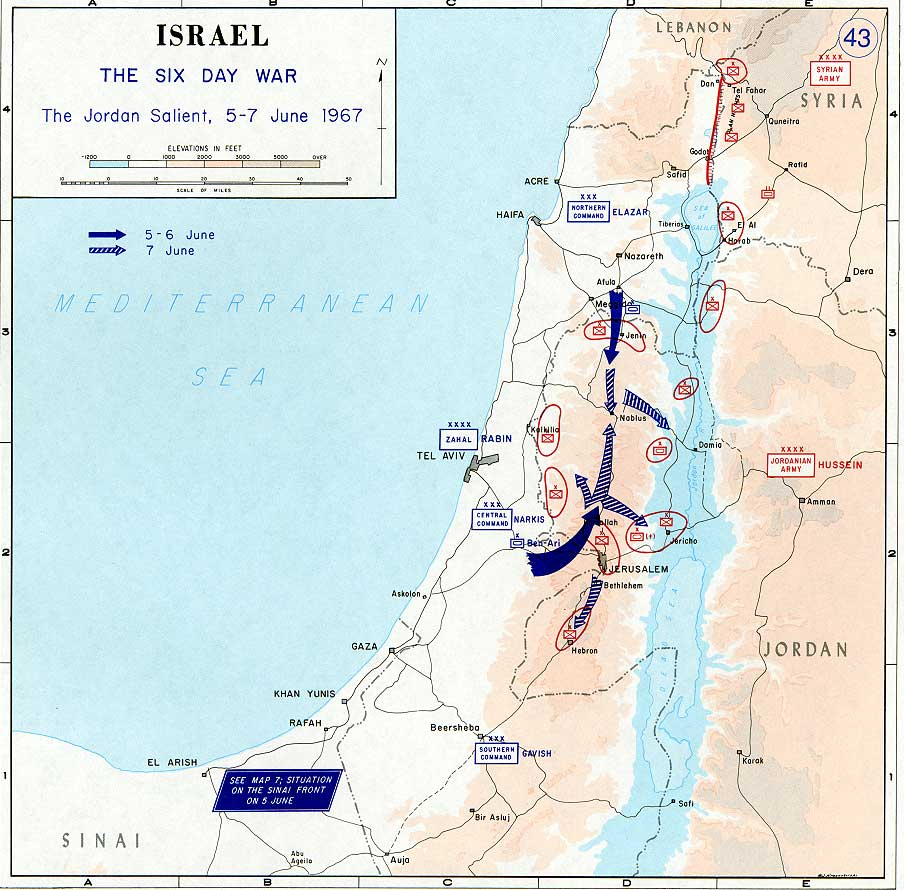
Mặt trận Jordan, 5-7 tháng 6

Jordan tham chiến miễn cưỡng, người ta cho rằng Tổng thống Ai Cập Nasser tung hỏa mù trong những giờ đầu cuộc chiến để thuyết phục vua Hussein là phe mình đang giành thắng lợi; ông tuyên bố các máy bay Israel mà radar nhìn thấy quay về là các máy bay Ai Cập trên đường không kích Israel. Một lữ đoàn quân Jordan đóng tại Bờ Tây được điều đến Hebron để hội quân với Ai Cập. Vua Hussein quyết định tham chiến.
Trước chiến tranh, quân Jordan có 11 lữ đoàn, trang bị 300 xe tăng hiện đại của phương Tây. Có 9 lữ đoàn đóng ở Bờ Tây, gồm 45 ngàn quân, 270 xe tăng, 200 trọng pháo, với cả các trung đoàn bọc thép tinh nhuệ số 40 và 2 tại thung lũng Jordan. Lữ đoàn A Rập của quân Jordan là một lữ đoàn nhà nghề, thiện chiến được trang bị và huấn luyện rất tốt. Không quân hoàng gia Jordan có 24 máy bay chiến đấu Hunter, chất lượng tương đương với máy bay Dassault Mirage III - máy bay tốt nhất của không lực Israel.
Để đối lại, Israel có 40 ngàn quân và 200 xe tăng (chia làm 8 lữ đoàn). Chủ lực của Israel tại chiến trường này là sư đoàn thiết giáp 36, gồm 1 lữ đoàn bộ binh và 2 lữ đoàn thiết giáp. Bộ chỉ huy Trung tâm của Israel gồm 5 lữ đoàn. Hai lữ đoàn đầu tiên đóng thường trực gần Jerusalem, gọi là lữ đoàn Jerusalem và lữ đoàn cơ giới Harel. Lữ đoàn dù 55 của tướng Mordechai Gur được điều về từ mặt trận Sinai. Một lữ đoàn bọc thép từ Bộ Tổng chỉ huy đóng vai trò lực lượng dự bị, hướng về Ramallah để đánh chiếm Latrun. Lữ đoàn bọc thép số 10 đóng ở phía bắc vùng Bờ Tây. Bộ chỉ huy Phía bắc của Israel có một sự đoàn (gồm 3 lữ đoàn), chỉ huy bởi tướng Elad Peled, đóng ở thung lũng Jezreel, phía bắc vùng Bờ Tây.
Phía Israel dự định phòng ngự thụ động ở mặt trận này, để dồn sức cho mặt trận chính tại bán đảo Sinai. Tuy nhiên, này 5 tháng 6, quân Jordan bắt đầu pháo kích tây Jerusalem, Netanya, và ngoại vi Tel Aviv.Ngày 5 tháng 6, Israel gửi điện cho vua Hussein đề nghị ngưng bắn, nhưng vua Hussein trả lời mọi việc đã quá trễ. Mặc dù bị pháo kích, nhưng ban đầu quân Israel không có bất kỳ hoạt động nào đáp trả. Không quân hoàng gia Jordan cũng tấn công các sân bay Israeli.
Ngày 6 tháng 6, quân Israel vội vã gom nhặt các toán quân còn lại tung vào trận chiến Bờ Tây để ngăn chặn quân Jordan. Chiều cùng ngày, không quân Israel (IAF) công kích và tiêu diệt Không quân hoàng gia Jordan. Tới tối, lữ đoàn bộ binh Jerusalem tiến về phía nam Jerusalem, trong khi quân dù các lữ đoàn Harel và Gur vây thành phố từ phía bắc. Lữ đoàn dù dự bị hoàn thành hợp vây Jerusalem sau trận chiến đẫm máu Ammunition Hill. E ngại các khu vực linh thiêng có thể bị hư hại và không muốn chiến đấu trong thành phố, tướng Dayan hạ lệnh cho binh sĩ của mình không tiến vào thành phố.
Ngày 7 tháng 6, giao tranh khốc liệt tiếp diễn, lữ đoàn bộ binh tấn công pháo đài Latrun và hạ được nó lúc tảng sáng, tiến quân xuyên qua Beit Horon về Ramallah. Lữ đoàn Harel tiếp túc đánh về phía đồi núi ở tây bắc Jerusalem, nối liền khu Mount Scopus của trường đại học Hebrew với thành phố Jerusalem. Tới tối, lữ đoàn đã đánh tới Ramallah. Không quân Israel phát hiện và tiêu diệt lữ đoàn 60 Jordan khi nó đang trên đường tiếp viện cho Jerusalem từ Jericho.
Ở phía bắc, một tiểu đoàn từ sư đoàn của tướng Peled được lệnh kiểm soát hoạt động hệ thống phòng thủ của quân Jordan tại thung lũng Jordan. Một lữ đoàn cũng thuộc sư đoàn này đánh chiếm miền tây của khu Bờ Tây, một lữ đoàn khác đánh Jenin và lữ đoàn thứ ba (trang bị bằng xe tăng hạng nhẹ AMX-13 của Pháp) giao chiến với xe tăng hạng nặng M48 Patton của quân Jordan về phía đông.
Tướng Dayan hạ lệnh cho binh sĩ của mình không được tiến vào Jerusalem; tuy nhiên, sau khi nghe thông báo LHQ chuẩn bị tuyên bố ngưng bắn, ông thay đổi ý định, và không cần chờ Quốc hội cho phép, hạ lệnh đánh chiếm thành phố. Quân dù của Lữ đoàn Gur tiến vào Thành cổ Jerusalem qua Cổng Sư tử, đánh chiếm Bức tường than thở và Núi Đền. Lữ đoàn Jerusalem tiếp đó tới tăng viện cho họ, rồi tiến về hướng nam, đánh chiếm Judea, Gush Etzion và Hebron. Lữ đoàn Harel hành tiến về phía đông, đổ xuống sông River. Ở Bờ Tây, một lữ đoàn của tướng Peled hạ được Nablus; rồi nó được hợp với một lữ đoàn bọc thép thuộc Bộ chỉ huy trung ương đánh với quân Jordan trang bị mạnh hơn, và đông ngang với quân Israel.
Một lần nữa, ưu thế không lực của Israel đóng vai trò quyết định, làm đối phương tê liệt, dẫn đến thất bại. Một lữ đoàn của tướng Peled hợp với một lữ đoàn khác thuộc Bộ chỉ huy trung ương từ Ramallah, hai lữ đoàn khác thì chặn các ngả vượt sông Jordan cùng với Trung đoàn số 10 của Bộ chỉ huy trung ương (đơn vị này đã vượt sông sang tận Bờ Đông để hộ tống cho công binh Israel phá cầu, nhưng nhanh chóng rút về dưới sức ép của Mỹ).
Thực tế là phía Israel không hề chuẩn bị để đánh chiếm lãnh thổ từ tay Jordan. Sau khi Thành Cổ Jerusalem bị chiếm, tướng Dayan hạ lệnh cho binh sĩ đào công sự chuẩn bị phòng ngự thành phố. Khi một chỉ huy lữ đoàn thiết giáp tự tiến vào Bờ Tây, và cho biết từ đây có thể nhìn thấy thị trấn Jericho, Dayan hạ lệnh cho ông này phải quay lại. Chỉ sau khi tin tức tình báo cho thấy vua Hussein rút quân qua sông, tướng Dayan mới quyết định đánh chiếm vùng Bờ Tây. Theo Narkis:
Một là, chính phủ Israel không có ý định chiếm vùng Bờ Tây. Không những thế, họ còn phản đối ý tưởng đó. Hai là, quân đội Israel không có bất kỳ hoạt động gây hấn nào. Ba là, họ chỉ tung quân ra khi mối đe dọa an ninh cho Jerusalem đã hiển hiện. Đó là những gì đã diễn ra trên thực tế ngày 5 tháng 6, dù rằng điều đó rất khó tin. Những gì diễn ra không hề được tính đến từ trước.
Đây là mặt trận mà Israel phải đối phó với một đối phương gần tương đương về tinh thần quyết tâm và mức độ huấn luyện. Jordan mất hầu như toàn bộ 2 lữ đoàn thiết giáp của mình, với 179 xe tăng bị phá hủy. Nhưng ngược lại, phía Israel cũng chịu thiệt hại nặng, với 112 xe tăng bị loại khỏi vòng chiến. Các hoạt động tác chiến tại đây kết thúc ngày 7/6, Quân Jordany bị đánh bật sang bên kia sông Jordan. Người Israel lấy được vùng Latrun và Khu phố cổ tại Jerusalem.

### Chiến sự trên Cao nguyên Golan

Chiến sự trên Cao nguyên Golan, 9-10 tháng 6

Tin tức sai lệch rằng quân Ai Cập chiến thắng, đánh tan nát quân Israel và dự đoán là pháo binh Ai Cập chẳng mấy chốc sẽ nã vào Tel-Aviv đã kích thích Syria tham chiến. Lãnh đạo Syria tuy vậy hành động thận trọng hơn, cho bắt đầu bằng cách pháo kích miền bắc Israel. Khi không lực Israel hoàn tất đánh phá Ai Cập, và chuyển hướng tấn công không quân Syria, Syria hiểu rằng thông tin mà họ nhận được từ phía Ai Cập không phải là tin thật. Tối ngày 5 tháng 6, các cuộc không kích của Israel đã phá hủy hai phần ba không quân Syria, và buộc số còn lại phải di tản về các sân bay ở xa, nên không đóng vai trò gì trong các trận chiến sắp tới. Một lực lượng nhỏ quân Syria định chiếm nhà máy nước Tel Dan, nhưng vài xe tăng Syria bị chìm trên sông Jordan. Từ nay, bộ chỉ huy Syria phải từ bỏ hy vọng tấn công trên bộ, thay vào đó bắn phá dữ dội các thị trấn trong thung lũng Hula của Israel.
Quân Syria có 75.000 người, chia làm 9 lữ đoàn, hỗ trợ bởi xe tăng và pháo binh. Chủ lực phía Syria gồm 2 lữ đoàn thiết giáp 14 và 44 trong thế trận phòng ngự, với đa số xe tăng được giấu ở trong công sự, chỉ chừa phần tháp pháo bên trên mặt đất.
Lực lượng xung kích của Israel bao gồm 2 lữ đoàn (một lữ đoàn bọc thép của tướng Albert Mandler và lữ đoàn Golan) ở phần phía bắc mặt trận, 2 lữ đoàn (một bộ binh và một của tướng Peled được gọi đến từ Jenin) ở trung tâm. Đến ngày 9/6, Israel đã điều động 3 lữ đoàn thiết giáp từ các mặt trận khác về phía biên giới với Syria.
Địa hình đặc biệt của Cao nguyên Golan (sườn dốc, và cứ vài km lại bị chia cắt bởi các dòng suối song song nhau từ đông sang tây), không có đường sá, buộc hai bên bố trí lực lượng và di chuyển theo trục đông tây, giới hạn khả năng hỗ trợ tác chiến giữa các đơn vị với nhau. Quân Syria như vậy có thể di chuyển theo hướng bắc nam trên đỉnh cao nguyên, còn quân Israel có thể di chuyển theo hướng bắc - nam ở chân cao nguyên. Các sườn dốc đứng của cao nguyên Golan tạo thành một bức tường phòng thủ tự nhiên, và được Syria gia cố bằng mìn và các ụ súng chống tăng. Tuy nhiên quân Israel có lợi thế quan trọng là họ có được tin tức tình báo từ điệp viên của Mossad là Eli Cohen (về sau ông bị bắt và bị xử bắn tại Syria năm 1965) về bố trí lực lượng của Syria.
Lực lượng quân đội Israel, vốn đã tấn công pháo binh Syria trong bốn ngày trước khi cuộc tấn công nổ ra, được lệnh tấn công tổng lực vào tất cả các vị trí của Syria. Trong khi các vị trí pháo binh được che chắn cẩn thận của Syria hầu như không bị thiệt hại, thì lực lượng bộ binh tại bình nguyên (6 trên tổng số 9 lữ đoàn) dần dần không thể tổ chức kháng cự được. Tối ngày 9 tháng 6, bốn lữ đoàn của Israel chọc thủng hàng phòng ngự tiến vào bình nguyên, nơi họ có thể được các đơn vị khác tiếp viện và thay thế.
Đây chiến dịch khó khăn nhất đối với Israel trong suốt cuộc chiến tranh sáu ngày. Lực lượng tăng thiết giáp của Quân đội Syria tỏ ra có chiến thuật tốt hơn nhiều so với quân Ai Cập, họ chỉ mất tổng cộng 73 chiếc xe tăng bao gồm T-34-85, T-54 và Panzer IV (bao gồm 33 xe bị phá hủy và 40 xe bị thu giữ), trong khi đó phía Israel bị mất tới 160 chiếc xe tăng các loại. Tuy nhiên, chiến thắng của lực lượng xe tăng của Syria vẫn không thể đảo ngược được tình thế.
Ngày hôm sau, cụm trung tâm và phía bắc hợp binh trong một cuộc điều binh tạo thành gọng kìm bao vây, nhưng họ chủ yếu chỉ chiếm được những vùng đất trống rỗng, vì quân Syria đã rút đi. Một số đơn vị kết hợp với quân của tướng Elad Peled trèo lên Golan từ phía nam, nhưng thấy các vị trí cũng hầu hết bị bỏ hoang. Cùng ngày, các đơn vị Israel dừng lại sau khi đã chiếm được vùng đất dụng võ nằm giữa vị trí của họ và dãy núi lửa ở phía tây. Phía đông, địa hình bằng phẳng, sườn dốc thoai thoải xuống, tuyến này sau lệnh ngưng bắn trở thành "tuyến tím".
Tạp chí Time cho biết: "Để gây sức ép buộc Liên Hợp Quốc áp đặt lệnh ngừng bắn, Đài phát thanh Damascus tự làm hại quân mình bằng cách loan báo thành phố Quneitra thất thủ 3 tiếng trước khi sự việc thực sự xảy ra. Thông báo hấp tấp này làm tiêu tan tinh thần binh lính Syria vẫn còn chiến đấu trên mặt trận Golan." Ngày 10/6, Syria, thông qua Liên Hợp Quốc, chấp nhận một thỏa thuận ngừng bắn với Israel.

## Kết cục và tình hình sau chiến tranh
Tới ngày 10 tháng 6, Israel kết thúc chiến dịch trên Cao nguyên Golan, ngày hôm sau, lệnh ngưng bắn được ký kết. Israel chiếm được Dải Gaza, bán đảo Sinai, vùng Bờ Tây sông Jordan (bao gồm cả Đông Jerusalem), và cao nguyên Golan. Tổng thể, lãnh thổ Israel rộng ra gấp ba, bao gồm cả một triệu người A Rập nay bị đặt dưới quyền kiểm soát của Israel trong các lãnh thổ mới chiếm được. Chiều sâu chiến lược của Israel kéo dài ra ít nhất 300 km về phía nam, 20 km lãnh thổ đồi núi hết sức hiểm trở ở phía bắc, một lá bài an ninh hết sức quan trọng trong cuộc chiến tranh Ả Rập-Israel 1973 sáu năm sau.

## Kết quả
Tổn thất của Israel thấp hơn nhiều so với ước đoán của họ trước khi chiến tranh nổ ra. Theo phía Israel: họ tử trận khoảng 800 binh sĩ, trong đó 338 người ở mặt trận Ai Cập, 550 tại mặt trận Jordan, 141 người tại mặt trận Syria; 2.563 binh sĩ bị thương, 46 máy bay bị phá hủy. Tổn thất 800 binh sĩ là một giá đắt mà quân đội Israel phải trả, khi tính đến quy mô tương đối nhỏ của nhà nước Israel. Tuy nhiên, trước chiến tranh, Israel dự tính họ phải hy sinh nhiều hơn nhiều. Tướng Moshe Dayan ước tính các lực lượng vũ trang Israel sẽ phải chịu chừng 30 ngàn thương vong chỉ trên mặt trận Cao nguyên Golan nói riêng.
Tổn thất của phía A rập cao hơn nhiều, khoảng 18 ngàn quân chết hoặc bị bắt, và 30 ngàn bị thương, trong số đó Ai Cập bị tổn thất lớn nhất: khoảng 10 ngàn quân và khoảng 1500 sĩ quan Ai Cập tử trận (rất nhiều trong số đó chết vì đói khát trong sa mạc do rút chạy vô tổ chức), và 20 ngàn quân Ai Cập bị thương. Khoảng 6 ngàn quân Ai Cập bị mất tích, đào ngũ hoặc bị bắt. Jordan mất 700 binh sĩ cùng khoảng 2.500 người bị thương. Syria mất khoảng 2.500 quân và 5.000 quân bị thương. Iraq mất 10 binh sĩ và 30 bị thương. Tổng cộng, có khoảng 6 ngàn quân A Rập bị bắt làm tù binh và 400 máy bay bị phá hủy.
Ngay lập tức, các nước thuộc phe XHCN phản ứng cực kì dữ dội và (ngoài trừ Romania và Cuba) đã cắt đứt quan hệ ngoại giao với Israel. Thủ tướng Liên Xô mô tả cuộc xâm lăng các nước A rập của người Do Thái ở Trung Đông giống như cuộc xâm lược châu Âu của Hitler. Ở Ba Lan năm 1967-1968 xảy ra một cuộc thanh lọc chính trị và xã hội, cho rằng người Do Thái là thế lực chống cộng, tay chân của đế quốc Mỹ. 25 ngàn trong tổng số 30 ngàn người Do Thái bị trục xuất khỏi Ba Lan.
Khi lãnh đạo các nước Ả Rập đổ lỗi thất bại là tại chất lượng vũ khí Liên Xô kém, Chủ tịch Xô Viết Tối cao (Quốc hội Liên Xô) N. Podgornyi đã nói thẳng: "Vấn đề không phải là máy bay và xe tăng của chúng tôi chất lượng thấp, mà là ở chỗ người A rập không đủ trình độ để sử dụng những loại vũ khí đó". Còn Đại sứ Liên Xô tại Beirut, Asimov, nói với Tổng thống Sirya Kh. Assad: "Chúng tôi đã cung cấp cho các ngài một số lượng khổng lồ các loại vũ khí mà các đồng chí Việt Nam của chúng tôi có nằm mơ cũng không thấy. Tuy nhiên, Quân đội Việt Nam, được trang bị những loại vũ khí lạc hậu hơn nhiều so với các ngài đang chiến đấu và chiến thắng một đế quốc hùng mạnh nhất thế giới (Mỹ)"
Ngày 11/6/1967 (tức ngay sau khi chiến tranh kết thúc), Chính phủ Liên Xô tuyên bố viện trợ không hoàn lại để bù đắp tất cả những tổn thất của Ai Cập trên bán đảo Sinai. Đến giữa năm 1968, số lượng máy bay của Không quân Ai Cập đã đạt mức trước chiến tranh và đến năm 1969 thì số lượng xe tăng của Quân đội Ai Cập đã vượt mức trước chiến tranh. Cả Ai Cập và Syria đều nung nấu ý định phát động chiến tranh để giành lại các lãnh thổ bị mất trong cuộc chiến sáu ngày. 6 năm sau, 2 nước này đã liên minh tấn công Israel trong Chiến tranh Yom Kippur năm 1973.